# Чжухай (авиасалон)
Airshow China — международная аэрокосмическая выставка в аэропорту города Чжухай на правом берегу дельты реки Жемчужной (юг Китая, рядом с Гонконгом и Макао).

## История
Проводится каждый чётный год, в отличие от авиасалона «МАКС» в подмосковном Жуковском, который проводится каждый нечётный год.
- 15 (Airshow China 2024)[1]
  - Дебют J-35A, J-15T, J-15D
  - Z-20F
  - Su-57/Т-50-4 (борт 054, 2012 год), Сергей Богдан (управляемый плоский штопор на критически низкой высоте, низковысотный разворот на форсаже[2])
  - «Русские витязи»
  - пилотажная группа «1 августа»
  - J-20S, спарка[3]
- 14 (2022)
  - Дебют KJ-500A
- 1 (Airshow China 1996)
  - Su-27, (кобра Пугачёва)

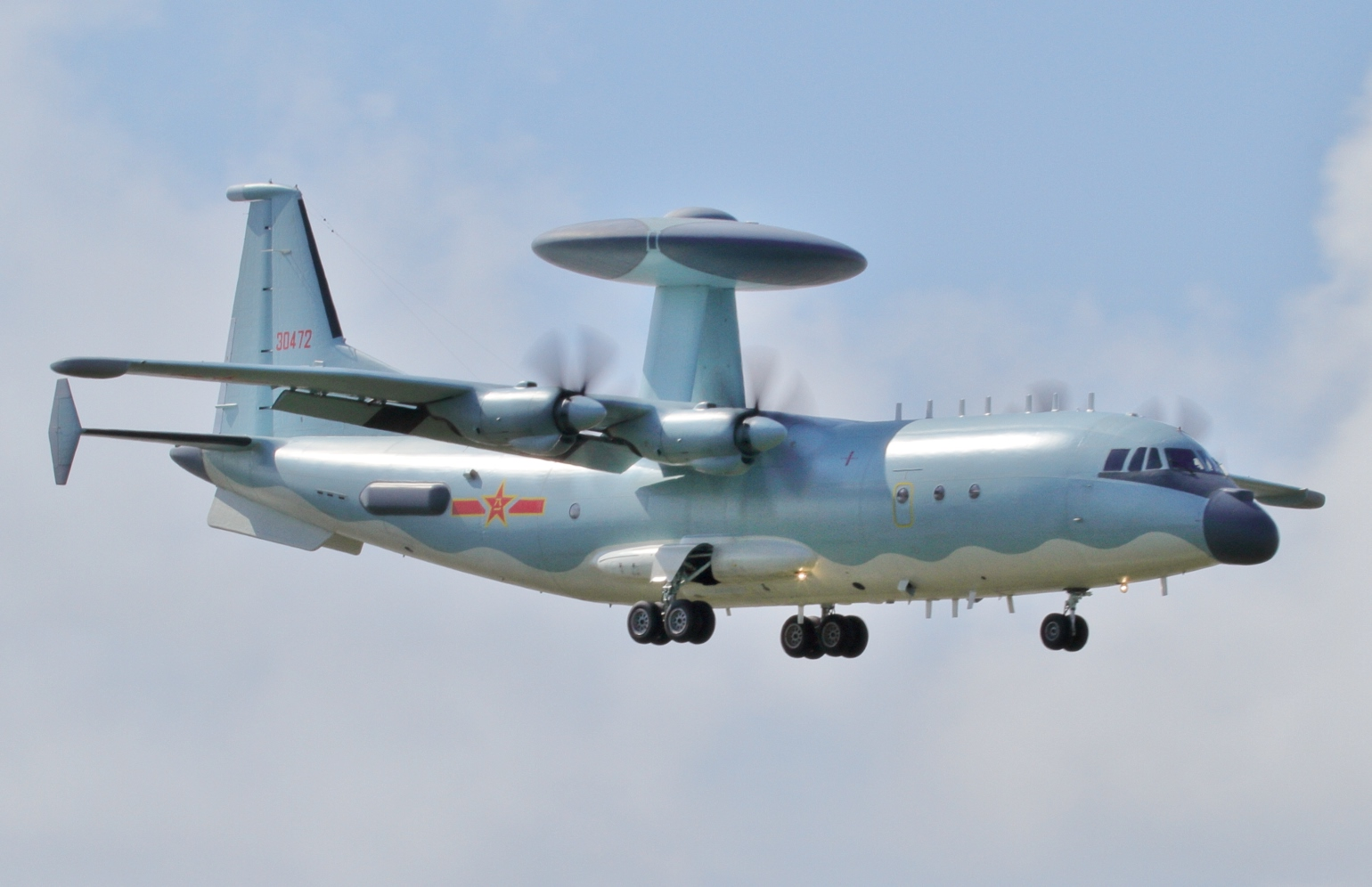
ДРЛО KJ-500A на базе Shaanxi Y-9 (Аэрошоу Чайна — 2022).
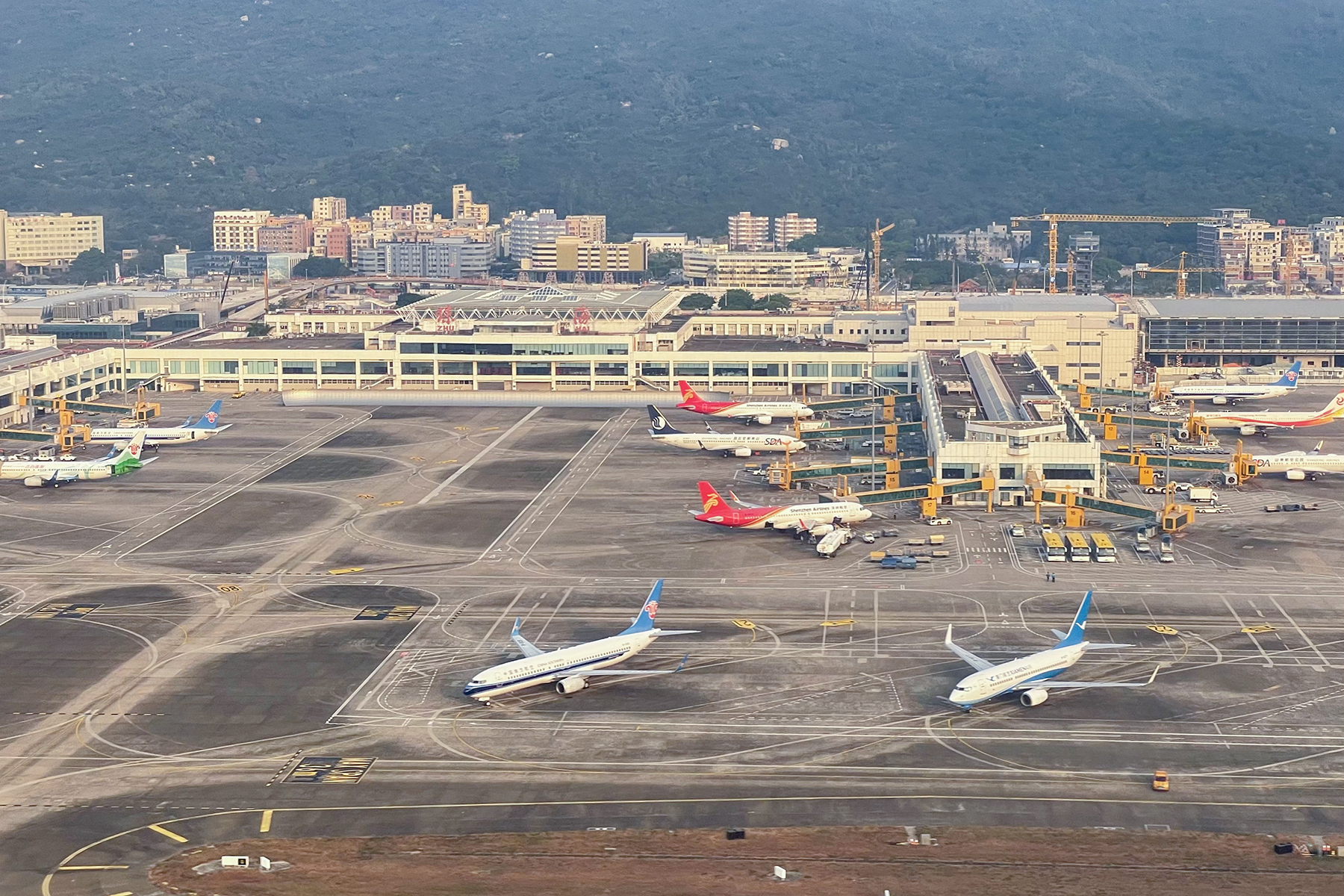
Аэропорт Чжухай-Цзиньвань.
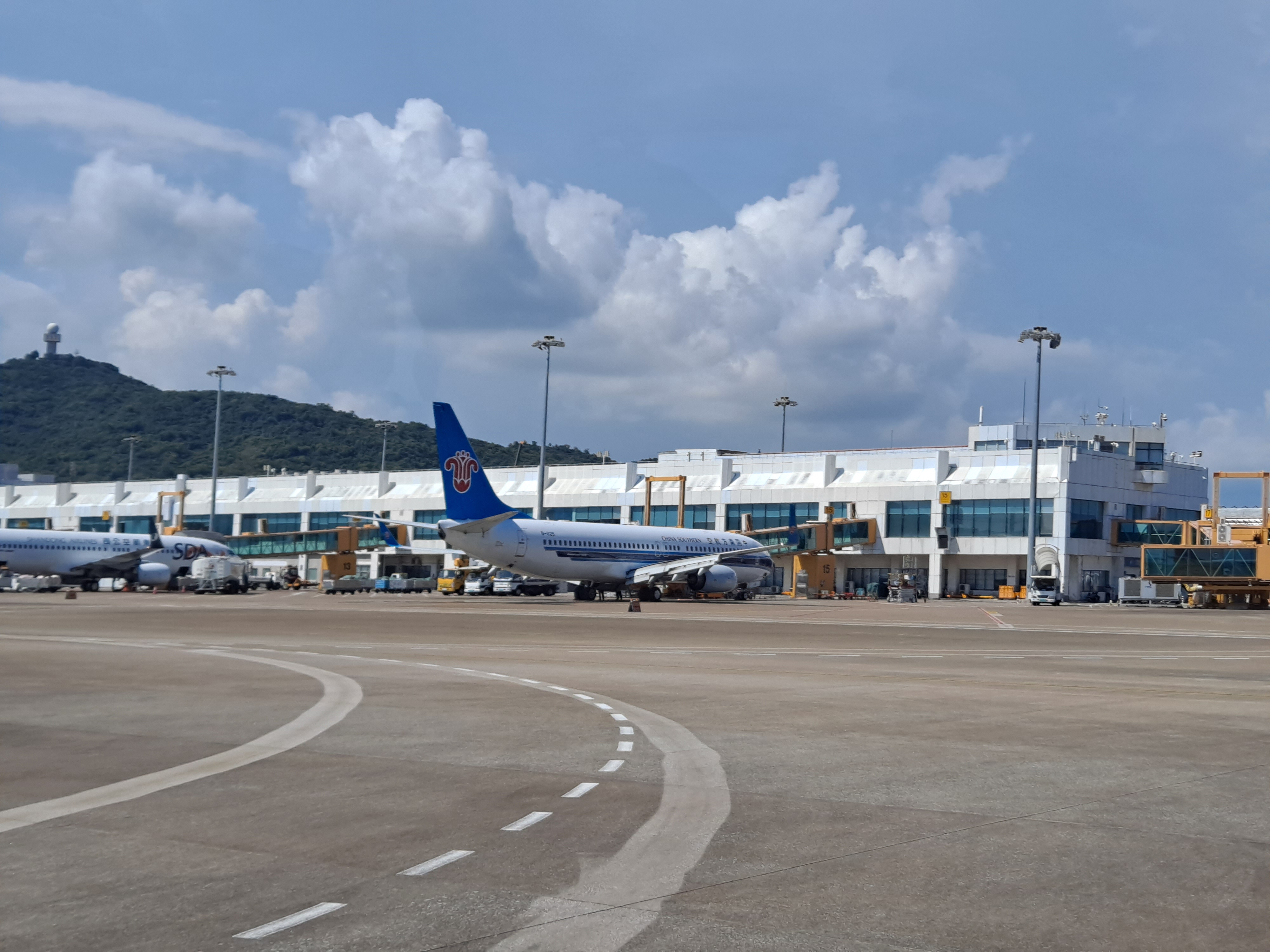
Один из терминалов аэропорта Чжухая.
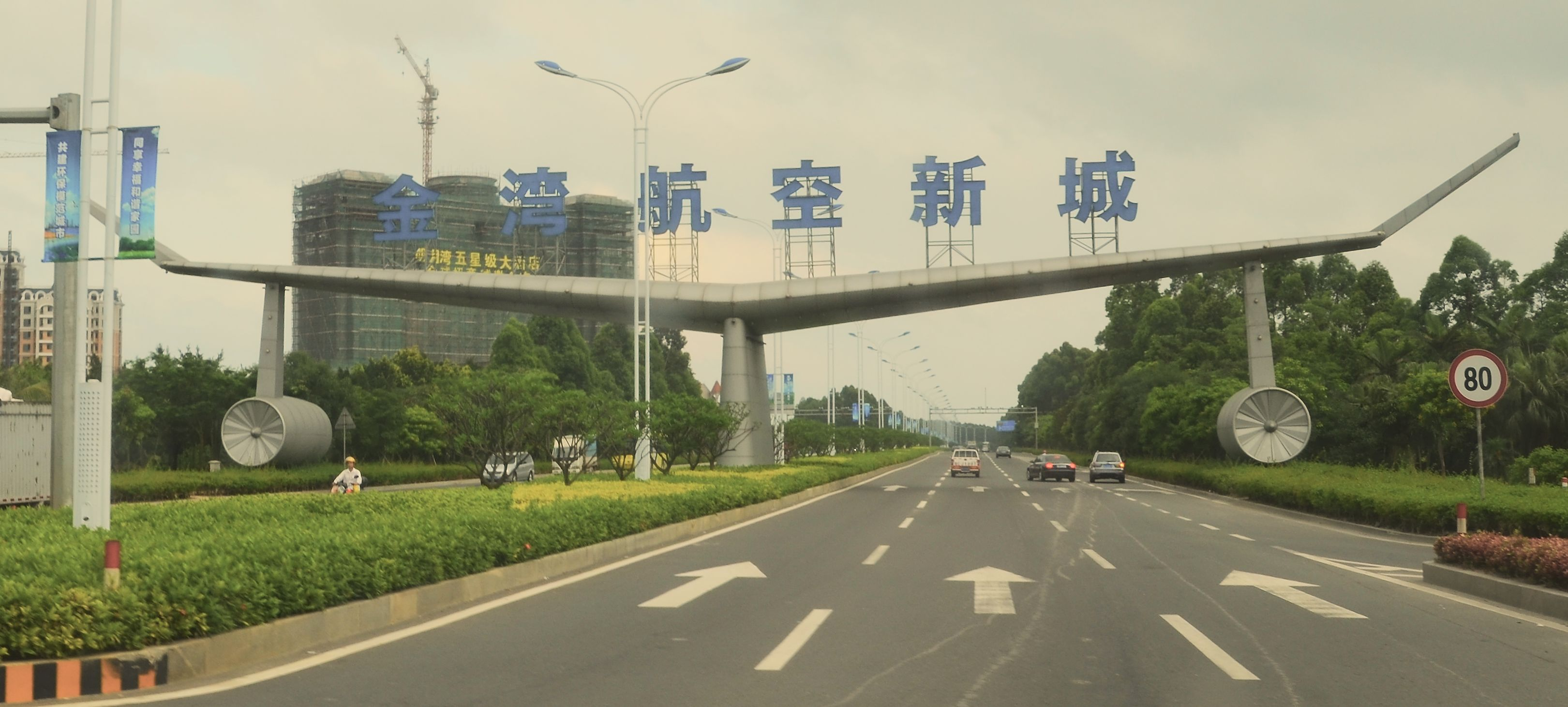
Дорога к аэропорту Чжухай-Цзиньвань.